# Belägringen av Sevastopol (målning)
Belägringen av Sevastopol  är en cykloramamålning, som målades av  Franz Roubaud. Den är utställd i Sevastopol på Krim. 
Belägringen av Sevastopol visar de allierades angrepp på Fort Malakov den 6 juni 1855 under Belägringen av Sevastopol (1854–1855) under Krimkriget, vid vilket 173 000 brittiska och franska trupper stod mot 75 000 ryska soldater. I målningen avporträtteras bland andra Pavel Nachimov, den ryska sjuksköterskan Dasha från Sevastopol och Nikolaj Pirogov. 
Franz Roubaud började arbeta med målningen 1901. Han studerade platsen och historiska dokument, samtalade med deltagare och ögonvittnen och slutförde en skiss i Sankt Petersburg. Därefter gjordes med hjälp av  ett tjugotal studenter från Bayerische Akademie der Schönen Künste en fullskalig version på 14 x 115 meter. Den färdiga målningen transporterades till Sevastopol under sommaren 1904 och premiärvisades för publik den 14 maj 1905, som var 50-årsdagen för stadens försvar. 
Målningen skadades under den tyska belägringen av Sevastopol 1942 och restaurerades under 1950-talet.

## Bildgalleri

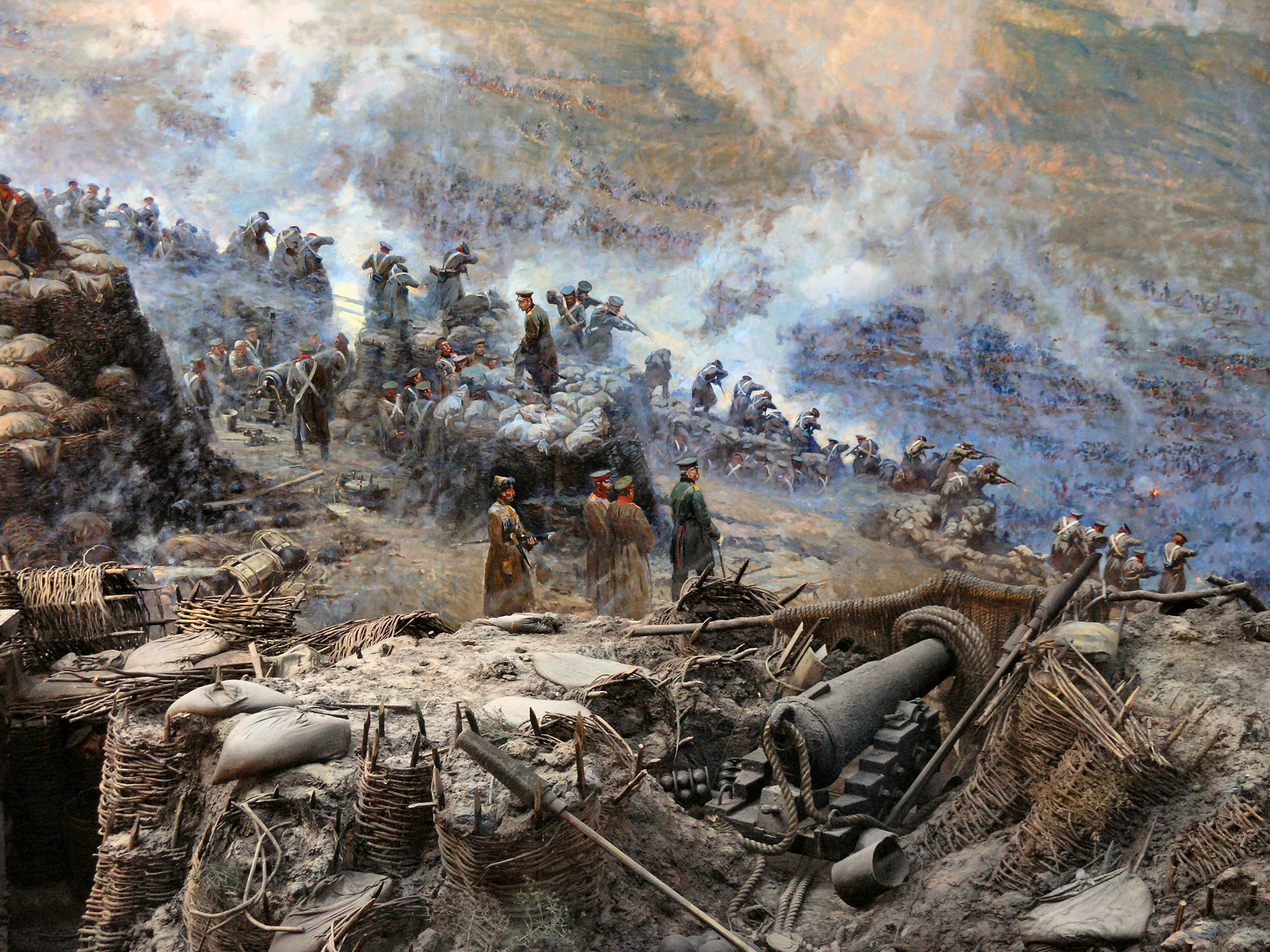
Detalj av målningen
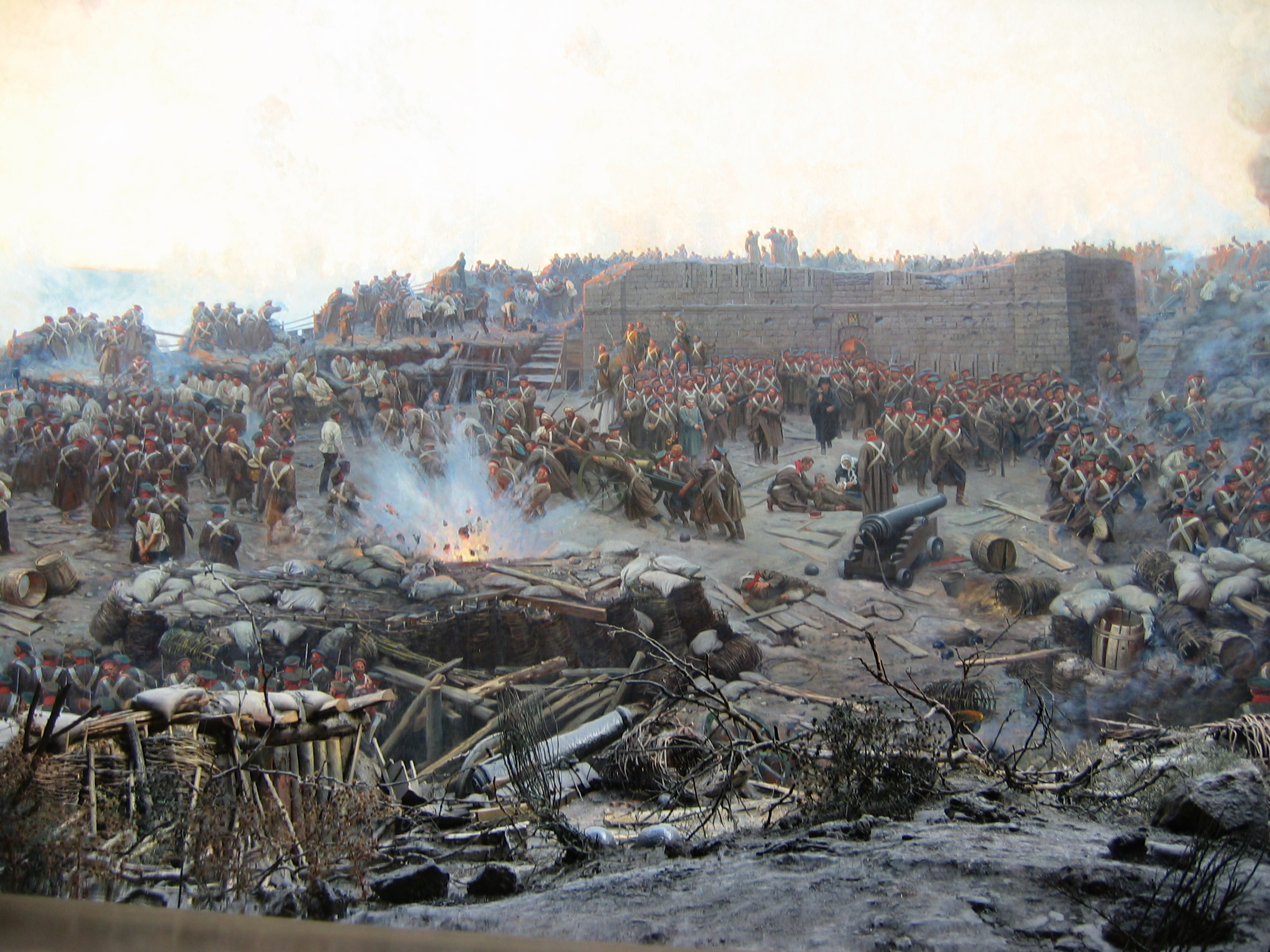
Detalj av målningen
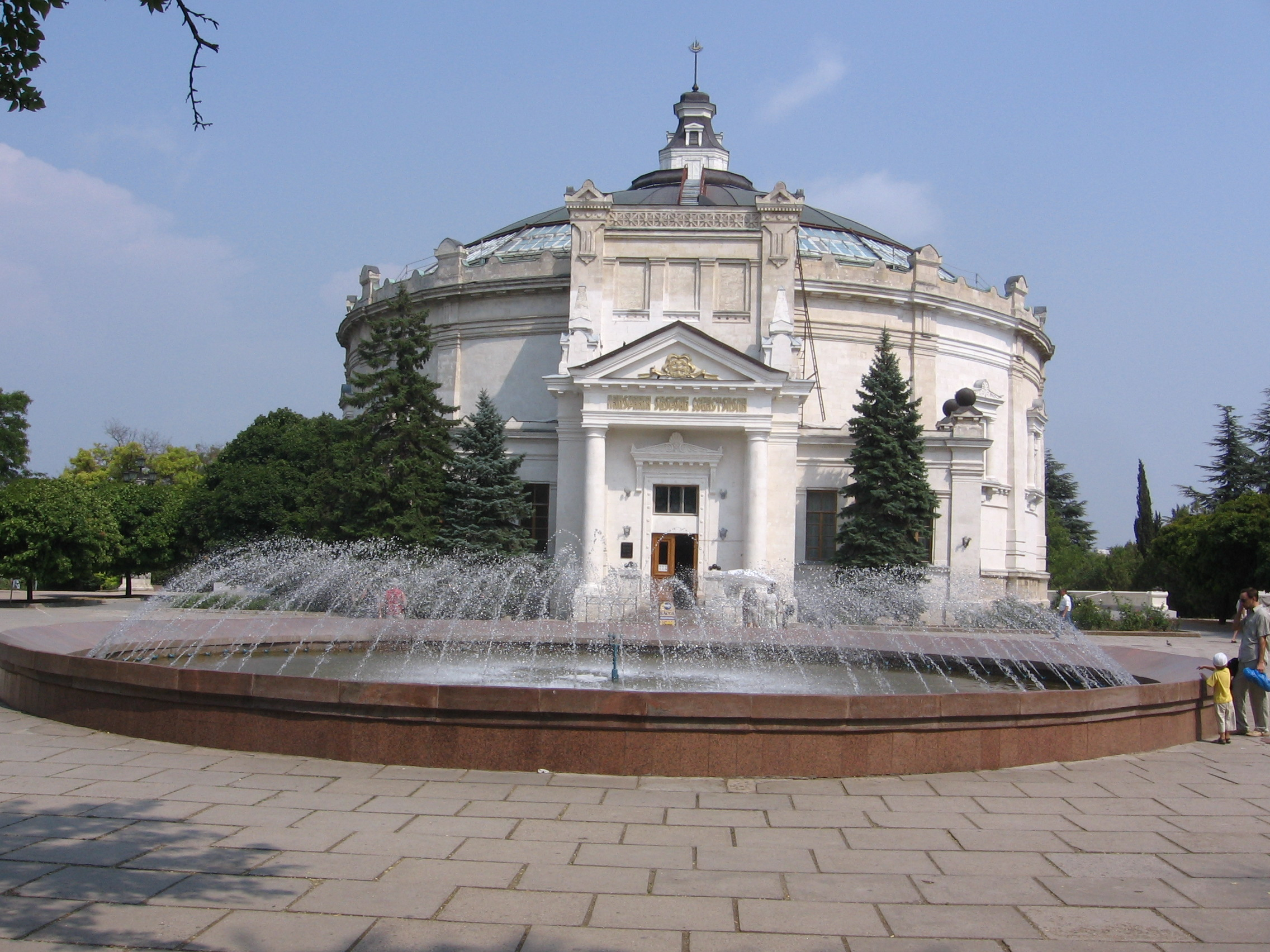
Museibyggnaden